# Gerbille de Harrison
Gerbillus mesopotamiae
Espèce
Statut de conservation UICN

 LC  : Préoccupation mineure
La Gerbille de Harrison (Gerbillus mesopotamiae ou Gerbillus (Hendecapleura) mesopotamiae) est une espèce qui fait partie des rongeurs. C'est une gerbille de la famille des Muridés qui fréquente les vallées du Tigre de l'Euphrate et du Karoun au Moyen-Orient.